# Paradela
Paradela è un comune spagnolo di 2 193 abitanti situato nella comunità autonoma della Galizia. 
Il nome deriva dal latino parata (ostello, locanda). Confina con O Páramo, Vault Saviñao, Sarria, Incio, Taboada e Portomarín.

## Cammino di Santiago
Il Camino de Santiago attraversa questa città, in particolare le parrocchie (da est a ovest) Ferreira, Franchi, Laxe, Cortes e Loio.